# 中村駅 (静岡県)
中村駅（なかむらえき）は、静岡県引佐郡引佐町奥山（開業時は旧・引佐郡奥山村奥山、現・浜松市浜名区引佐町奥山）にあった遠州鉄道奥山線の駅（廃駅）である。奥山線の部分廃線に伴い1963年（昭和38年）5月1日に廃駅となった。

## 歴史
- 1923年（大正12年）4月15日：浜松鉄道気賀駅（後の気賀口駅） - 奥山駅間延伸開通（奥山線全通）に伴い開業[1][2][3]。
- 1947年（昭和22年）5月1日：浜松鉄道が遠州鉄道と合併。それに伴い遠州鉄道奥山線の駅となる[1][3]。
- 1963年（昭和38年）5月1日：奥山線の部分廃線に伴い廃止となる[1][2][3]。

## 駅構造
廃止時点で、単式ホーム1面1線を有する地上駅であった。
開業時からの無人駅となっていた。駅舎及び待合所は存在せず、駅名標のみであった。

## 駅周辺
- 静岡県道303号新城引佐線
- 奥山神社
- 神宮寺川

## 駅跡
1997年（平成9年）時点では、正楽寺駅跡附近から小斎藤駅跡手前附近までの線路跡が道路に転用されており、2007年（平成19年）8月時点でも同様で線路跡の雰囲気が残り、2010年（平成22年）時点でも同様であった。
また、1997年（平成9年）時点では、駅跡地の奥山方にあった神宮寺川を渡る鉄橋も道路橋として再利用されており、レンガ積みの橋脚がそのまま再利用されていた。2007年（平成19年）8月時点でも同様で、橋の附近、川のたもとに「浜松軽便鉄道奥山線」の表題の、現役当時の写真や路線図が記載された案内板が建てられていた。2010年（平成22年）時点でも同様であった。

## 隣の駅
遠州鉄道
奥山線
四村駅 - 中村駅 - 奥山駅
かつて四村駅と当駅との間に田畑駅が、当駅と奥山駅との間に小斎藤駅が存在した（いずれも1923年（大正12年）4月15日開業、戦時中休止、1946年（昭和21年） - 1952年（昭和27年）の間に廃止（あるいは戦時中に廃止）。